# Bahnstrecke Finnentrop–Wennemen
| Ostportal des Kückelheimer Tunnels („Fleder- maustunnel“) mit touristischer Radroute |                                                  |                                  |                                  |
| Streckennummer: | 2861                                             |                                  |                                  |
| Kursbuchstrecke (DB): | 239c                                             |                                  |                                  |
| Kursbuchstrecke: | 239c (1946) 239a (Wenholthausen – Wennemen 1946) |                                  |                                  |
| Streckenlänge: | 35,5 km                                          |                                  |                                  |
| Spurweite: | 1435 mm (Normalspur)                             |                                  |                                  |
| Maximale Neigung: | 20 ‰                                             |                                  |                                  |
| |                                                  |                                  |                                  |
| \| \| \| von Siegen bzw. (Betzdorf–) Olpe \| \| \| \| 0,0 \| Finnentrop \| 233 m \| \| \| \| nach Hagen \| \| \| \| 1,0 \| Lenhauser Tunnel (195 m) \| Lenhauser Tunnel (195 m) \| \| \| 3,7 \| Schönholthausen (zuvor Müllen) \| Schönholthausen (zuvor Müllen) \| \| \| 6,1 \| Deutmecke \| Deutmecke \| \| \| 9,3 \| Fretter \| 300 m \| \| \| 12,9 \| Serkenrode \| 350 m \| \| \| 15,7 \| Fehrenbracht \| 415 m \| \| \| 16,2 \| Kückelheimer Tunnel (689 m) \| Kückelheimer Tunnel (689 m) \| \| \| 18,9 \| Kückelheim \| 370 m \| \| \| 22,1 \| Eslohe \| 320 m \| \| \| \| Wenne \| \| \| \| \| von Altenhundem \| \| \| \| 26,4 \| Wenholthausen \| 286 m \| \| \| 32,3 \| Berge (Kr Meschede) \| Berge (Kr Meschede) \| \| \| \| Ruhr \| \| \| \| \| von Schwerte \| \| \| \| 35,5 \| Wennemen \| 241 m \| \| \| \| nach Bestwig \| \| |                                                  |                                  |                                  |
| Strecke von rechts und von halblinks |                                                  | von Siegen bzw. (Betzdorf–) Olpe | von Siegen bzw. (Betzdorf–) Olpe |
| Bahnhof Strecke ab hier außer Betrieb | 0,0                                              | Finnentrop                       | 233 m                            |
| Strecke nach links und nach rechts |                                                  | nach Hagen                       | nach Hagen                       |
| Tunnel (Strecke außer Betrieb) | 1,0                                              | Lenhauser Tunnel (195 m)         | Lenhauser Tunnel (195 m)         |
| Bahnhof (Strecke außer Betrieb) | 3,7                                              | Schönholthausen (zuvor Müllen)   | Schönholthausen (zuvor Müllen)   |
| Bahnhof (Strecke außer Betrieb) | 6,1                                              | Deutmecke                        | Deutmecke                        |
| Bahnhof (Strecke außer Betrieb) | 9,3                                              | Fretter                          | 300 m                            |
| Bahnhof (Strecke außer Betrieb) | 12,9                                             | Serkenrode                       | 350 m                            |
| Bahnhof (Strecke außer Betrieb) | 15,7                                             | Fehrenbracht                     | 415 m                            |
| Tunnel (Strecke außer Betrieb) | 16,2                                             | Kückelheimer Tunnel (689 m)      | Kückelheimer Tunnel (689 m)      |
| Bahnhof (Strecke außer Betrieb) | 18,9                                             | Kückelheim                       | 370 m                            |
| Bahnhof (Strecke außer Betrieb) | 22,1                                             | Eslohe                           | 320 m                            |
| Brücke über Wasserlauf (Strecke außer Betrieb) |                                                  | Wenne                            | Wenne                            |
| Abzweig geradeaus und von rechts (Strecke außer Betrieb) |                                                  | von Altenhundem                  | von Altenhundem                  |
| Bahnhof (Strecke außer Betrieb) | 26,4                                             | Wenholthausen                    | 286 m                            |
| Bahnhof (Strecke außer Betrieb) | 32,3                                             | Berge (Kr Meschede)              | Berge (Kr Meschede)              |
| Brücke über Wasserlauf (Strecke außer Betrieb) |                                                  | Ruhr                             | Ruhr                             |
| Abzweig ehemals geradeaus und von links |                                                  | von Schwerte                     | von Schwerte                     |
| Dienststation / Betriebs- oder Güterbahnhof | 35,5                                             | Wennemen                         | 241 m                            |
| |                                                  | nach Bestwig                     |                                  |

Die Bahnstrecke Finnentrop–Wennemen war eine 35,5 km lange, eingleisige und nicht elektrifizierte Nebenbahn. Der Personenverkehr endete 1966, die Stilllegung erfolgte 1996. Anschließend wurde sie abgebaut, heute verläuft auf ihr ein Teil des SauerlandRadrings.

## Geschichte

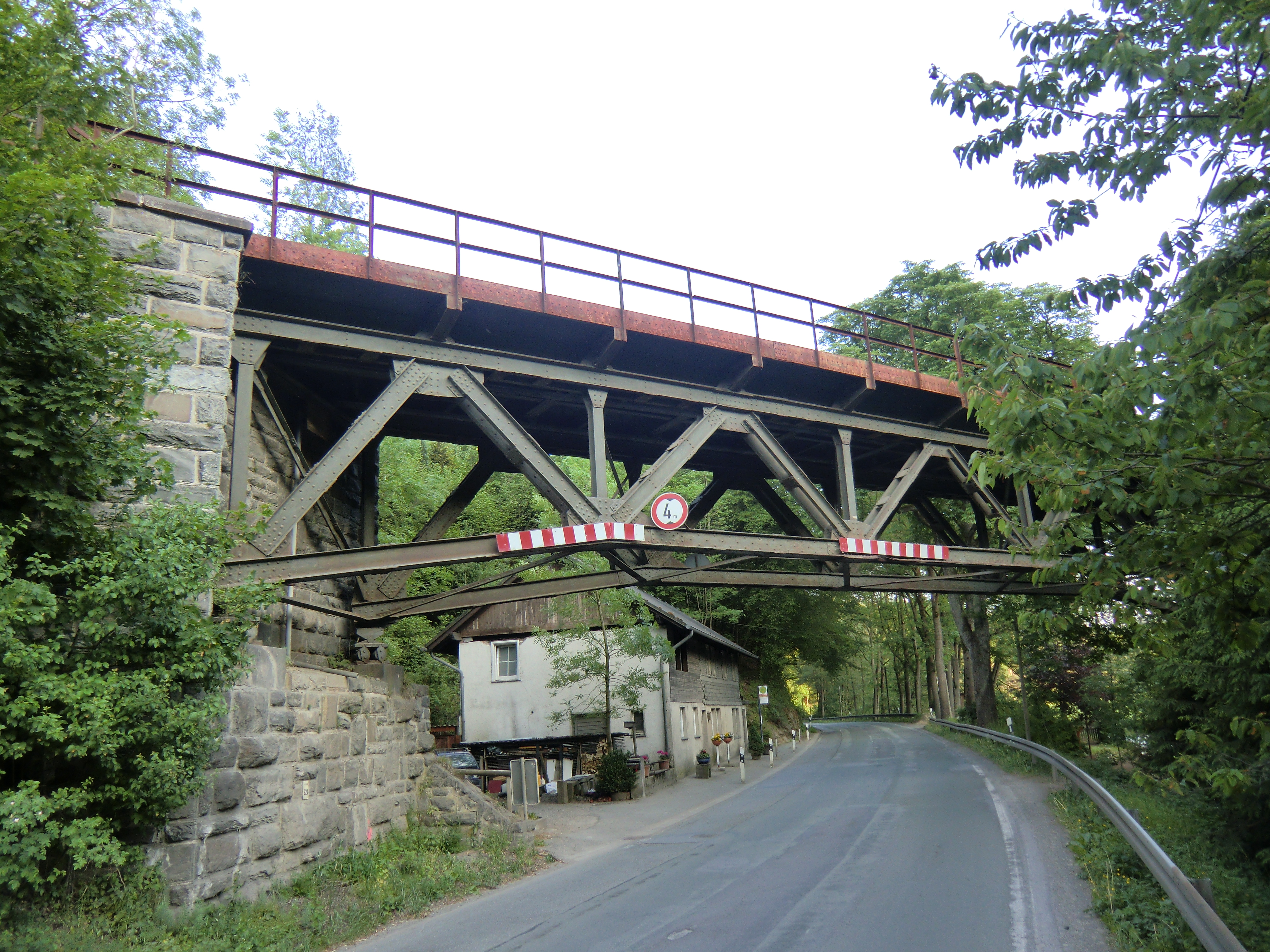
Unter Denkmalschutz stehende Eisenbahnbrücke Wenholthausen

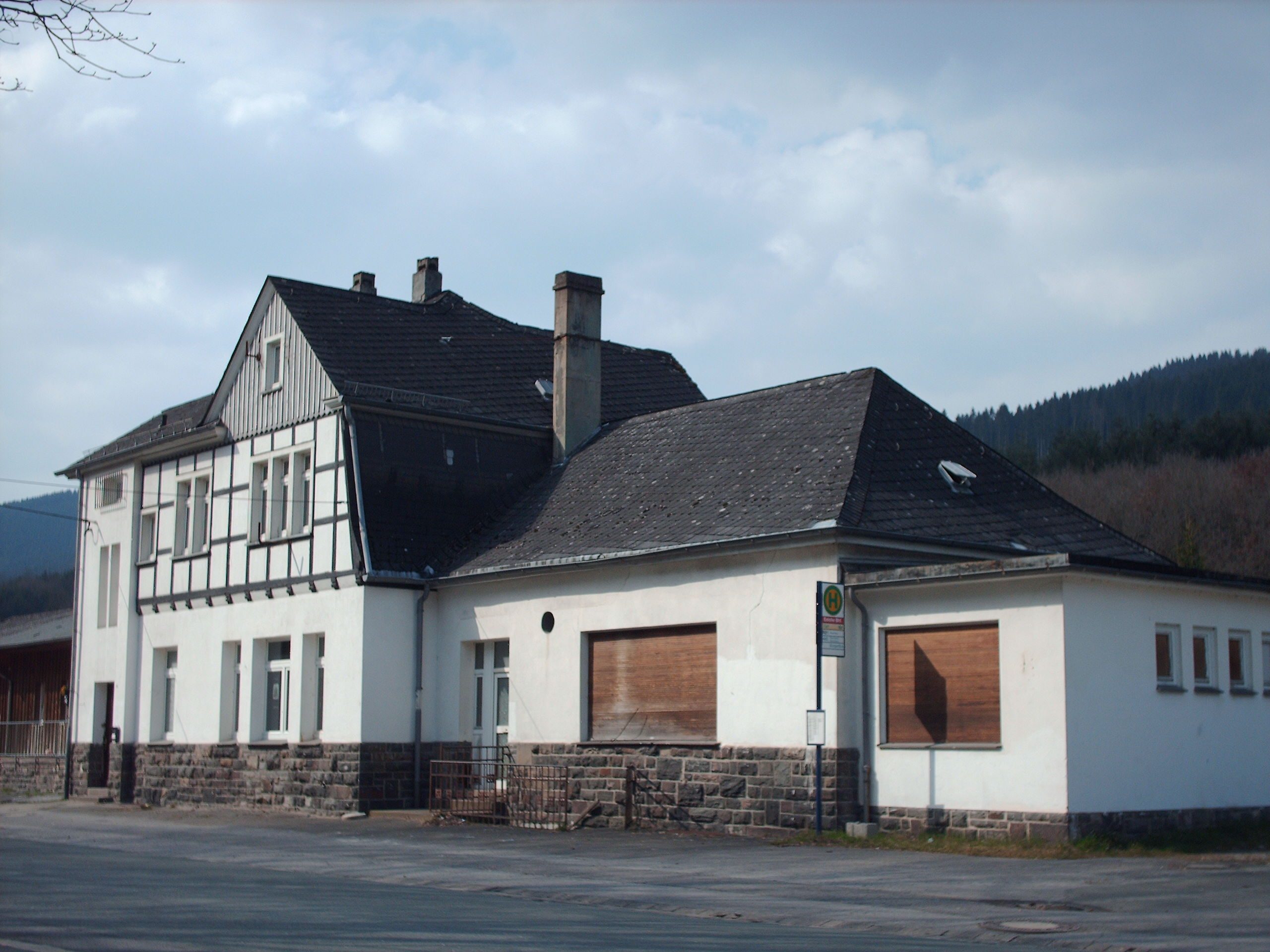
Bahnhof Eslohe, 2007

Die Inbetriebnahme erfolgte am 16. Januar 1911, obwohl der Bau bereits am 25. Mai 1900 per Gesetz beschlossen worden war. Für ihn wurden in größerem Umfang Gastarbeiter aus Italien eingesetzt. Bei den Bauarbeiten kamen fünf Menschen ums Leben. Der Bau dieser Verbindung sowie der nahen Bahnstrecke Altenhundem–Wenholthausen leitete einen Wirtschaftsaufschwung in der Region ein. Durch die Bahn kamen erstmals Touristen in den Raum Eslohe.
Ab dem 26. Mai 1963 verkehrte hier ein Heckeneilzug von Köln über den Teilabschnitt Overath–Olpe der Bahnstrecke Siegburg–Olpe und Meschede sowie die Almetalbahn nach Paderborn. Diese Verbindung war bei der Bevölkerung auch als „Kardinalsexpress“ bekannt, da die Endpunkte Sitze von Erzbistümern sind. Ein Jahr später gab es eine weitere Eilzugverbindung: Köln–Holzminden. Weil sich der Fahrkartenverkauf in den kleineren Bahnhöfen nicht mehr rentierte, wurde er 1965 eingestellt.
Am 21. Mai 1966 verkehrte auf der Strecke der letzte Personenzug. Um das Dolomitkalkwerk Anton Linneborn in Fretter noch auf der Schiene bedienen zu können, blieb der Abschnitt Finnentrop–Serkenrode zunächst in Betrieb, während dieser zwischen Serkenrode und Eslohe zum gleichen Zeitpunkt eingestellt wurde. Am 31. Oktober 1984 wurde der Güterverkehr auch zwischen Finnentrop und Serkenrode beendet. Zwischen dem 12. Juni 1992 (Wenholthausen–Eslohe) und dem 16. September 1996 (Wennemen–Bergerhammer) ist auf der kompletten Strecke auch der Güterverkehr eingestellt worden. 
Am 26. und 27. April 1997 fand auf einem Teilstück eine Sonderfahrt (Bestwig – Meschede –) Wennemen – Wenholthausen (– Dorlar – Bad Fredeburg – Schmallenberg) mit dem Prototyp des Bombardier Talent statt.
Der verbliebene Streckenabschnitt Wennemen – Eslohe wurde zum 20. April 1999 stillgelegt.
Ab August 2004 erfolgte der Abbau der Gleise. 2012 wurden im Bereich zwischen dem Bahnhof Eslohe und der Wennebrücke die letzten Schienen entfernt.
Am 31. März 2007 eröffnete der damalige nordrhein-westfälische Verkehrsminister Oliver Wittke zusammen mit Kommunalpolitikern einen Bahntrassenradweg, der als Teil des SauerlandRadrings auf der ehemaligen Bahnstrecke durch den Kückelheimer Tunnel (auch „Fledermaustunnel“ genannt) von Fehrenbracht nach Eslohe führt. Dieses Bauwerk ist im Winter wegen der dort überwinternden Fledermäuse geschlossen.
Im Rahmen der „Regionale 2013“ sollte auch der Lenhauser Tunnel für den Radverkehr befahrbar gemacht werden. Jedoch unterlag die Stadt Finnentrop in einem Rechtsstreit dem jetzigen Pächter und die Eröffnung wird sich voraussichtlich bis zum Jahr 2027 verzögern. Im Jahr 2014 ist der SauerlandRadring in das landesweite Radverkehrsnetz NRW integriert worden.
Das verschlossene Ostportal des Lenhauser Tunnels ist bei der Ausfahrt von Finnentrop in Richtung Letmathe erkennbar.
Neben den beiden Tunneln sind an größeren Bauwerken auch die unter Denkmalschutz stehende Eisenbahnbrücke Wenholthausen über die Wenne und die steinerne Hellebrücke erhalten.

### Hellebrücke

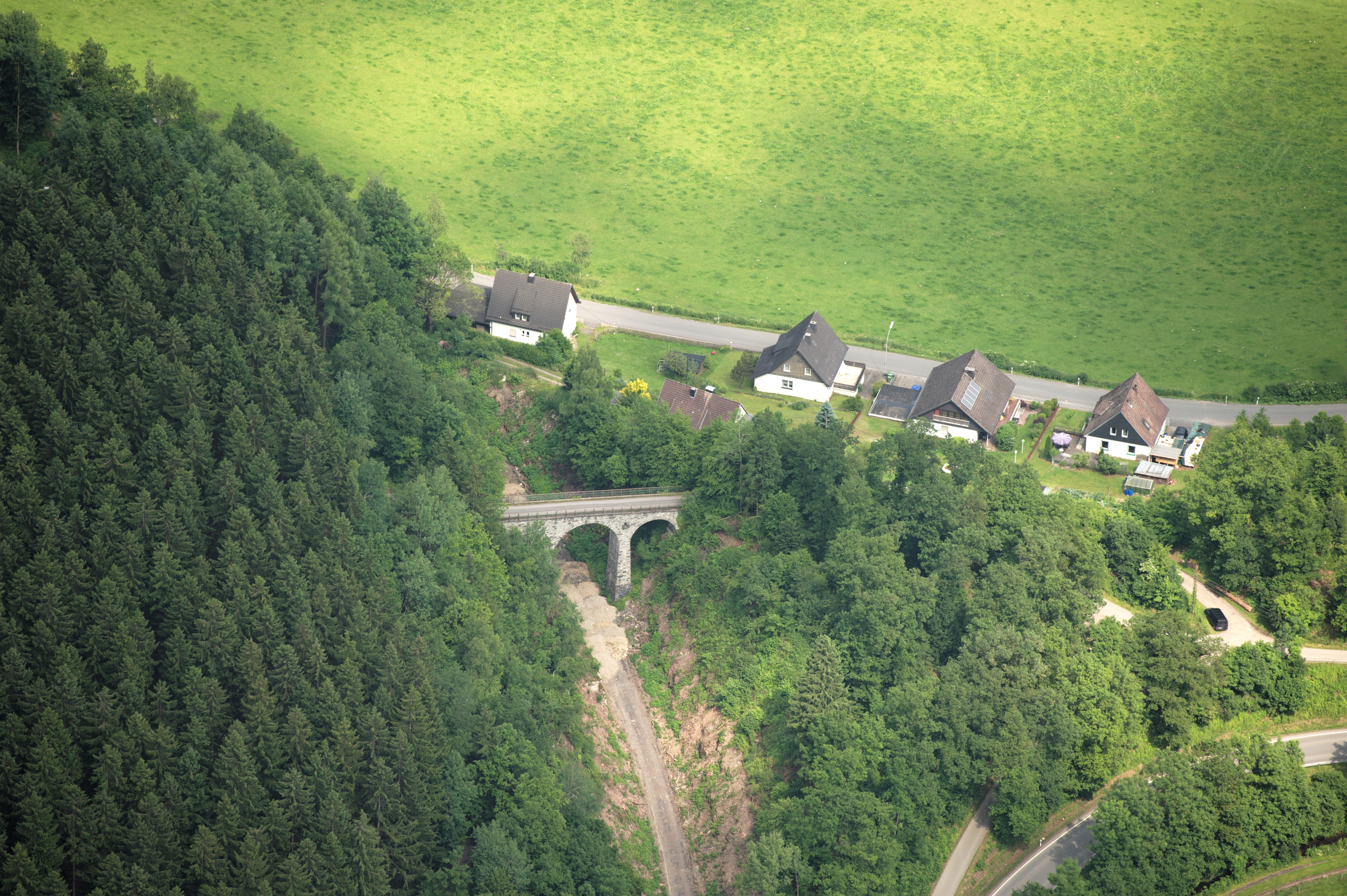
Hellebrücke 2013

Die Hellebrücke wurde 1911 für den landwirtschaftlichen Verkehr gebaut, um den Geländeeinschnitt für die Bahn zwischen Eslohe und Sallinghausen (Richtung Wenholthausen) ohne Umwege zu überbrücken, so dass die land- und forstwirtschaftlichen Flächen nördlich der Bahntrasse zugänglich blieben. Die Brücke hat eine Spannweite von ca. 40 m und eine Höhe von 16,50 m. Sie wurde als Dreifelderbogenbrücke aus Sauerländer Bruchsteinen erbaut. Um ihren Erhalt gibt es seit 2011 politischen Streit. Wegen der Sanierungskosten von 165.000 Euro (Schätzung 2008) sollen laut Beschluss des Esloher Rats vom 2. März 2011 der 100 m lange und bis zu 18 m tiefe Geländeeinschnitt der Bahntrasse sowie Brückenpfeiler, Widerlager und Stützmauern ohne Abbruch verfüllt werden. Das zuständige Denkmalschutzamt des Landschaftsverbands Westfalen-Lippe hatte die Brücke 2011 nicht als Baudenkmal eingestuft. Um die Brücke dennoch zu erhalten, wurde Ende desselben Jahres der Verein Freunde der Hellebrücke gegründet. Zwischen 2018 und 2020 wurde die Verfüllung des Geländeeinschnitts vollendet, eine wassergebundene Decke führt nunmehr an der noch knapp hinausragenden Brücke vorbei.